# Садовський Леонід Вікторович
Садовський Леонід Вікторович (1 серпня 1949, Єнакієве, Сталінська (нині Донецька область) — 16 листопада 2020, Харків, Україна) — український режисер і педагог, заслужений діяч мистецтв України, доцент, завідувач кафедри майстерності актора ХНУМ ім. Івана Котляревського, засновник та художній керівник «Майстерні 55».

## Життєпис
Народився у місті Єнакієве, Сталінська область, Українська РСР, СРСР (нині Донецька область, Україна).
Закінчив Донецьке училище культури в 1969 році, Харківський інститут культури в 1977 році, Харківський інститут мистецтв І. П. Котляревського в 1987 році (художній керівник курсу — О. С. Барсегян).
Обіймав керівні посади в різні роки в різних культурних установах.
30 років працював на кафедрах майстерності актора та режисури ХНУІ. Серед учнів — акторка Донецького академічного обласного драматичного театру (м. Маріуполь) Віра Шевцова (2016-й рік випуску) тощо.
З 1993—1995 — головний режисер Харківського театру для дітей та юнацтва.
Останні 12 років завідував кафедрою майстерності актора драматичного театру і кіно. Створив «Майстерню 55» на базі акторсько-режисерського курсу ХНУМ ім. І. П. Котляревського, яка була закріплена за 55-ю авдиторією навчального закладу, яка сповідувала принципи сучасного психологічного театру та працювала як лабораторія, яка намагається розвивати власний метод театральної освіти на базі психологічного театру, різних видів тренінгів і сучасних технік.
Дорогою додому 14 листопада 2020 року на Леоніда Садовського було скоєно напад, у результаті якого він отримав кілька ударів по голові. Будучи госпіталізованим до Харківської міської клінічної лікарні швидкої та невідкладної медичної допомоги, помер 16 листопада.

## Режисерські роботи в театрі
Основні постановки в театрах України (в Харкові, Запоріжжі, Луганську, Донецьку, Сімферополі, Полтаві, Кіровограді, Одесі та ін.) і Росії:
Харківський державний академічний російський драматичний театр імені О. С. Пушкіна
- 1988 — «Я стою біля ресторану» Е. Радзинський
- 1988 — «Зірки на ранковому небі» А. Галін
- 1989 — «Сцени з подружнього життя» Бергман
- 1989 — «Цей палко закоханий» Н. Саймон
- 1990 — «Кіт домашній середньої пухнастості» Н. Войнович
- 1991 — «Чарівні кільця Альманзора» Т. Габбе
- 1996 — «Склянка води» Е. Скриба
- 2016 — «37 листівок» Майкла МакКівера[6]

Харківський академічний театр музичної комедії
- «Любов у стилі Джаз» за п'єсою Вальтера Колло[7]

Навчальний театр ХНУІ «5-й поверх» (Театр «Майстерня 55»)
- «Влада темряви» Л. Толстой
- «Оркестр» Ж. Ануй
- «Сімейне торжество» Вег
- «Ідіот» Ф. Достоєвський
- «В ритмі бугі» за оповіданням «Я люблю бугі-вугі» Юрія Короткова[8]
- «Різдвяна історія» Т. Шевченка
- «Чайка» А. Чехов
- «Злочин і покарання» Ф. Достоєвський
- «Три високі жінки» Е. Олбі
- 2019, 25 січня — «Ісус Христос — суперзірка» рок-опера Тіма Райса на музику Ендрю Ллойд Веббера
- 2019, 19 жовтня — «П'ять хвилин до нуля» за мотивами п'єси «Кінець світу» Юрія Зойфера (у виставі використовувалися зонги, текст до яких написав сам Зойфер, музику до зонгів написав випускник другого набору «Майстерні 55» Максим Авксент'єв)[2]
- «Три сестри» за п'єсою Антона Чехова

Різні театри
- «Валентин і Валентина» М. Рощин
- «Лютий» М. Шатров
- «Жорстокі ігри» А. Арбузов
- «Скарб» Прістлі
- «Правда, нічого крім правди»
- «Дикий ангел» Коломієць
- «Поговоримо про дивацтва любові» Р. Мамлин
- «Повість полум'яних літ» А. Довженка
- «Назар Стодоля» Т. Шевченка
- «Людина з Ламанчі» (мюзикл) Д. Вассерман
- «Пророк» Ст. Винниченка
- «Алібаба і 40 листів перської базару»
- «Ендшпіль» Беккет
- «Шантропа» Саксаганський
- «Ой, не ходи, Грицю» Старицький
- «Продається динозавр»
- «В очікуванні короля» Мольєр
- «Конкурс» Галін
- «Боїнг — Боїнг» М. Камолетті
- «8 люблячих жінок» Робер Тома
- «Чарівний голос Джельсоміно»
- «Шельменко — денщик» Григорій Квітка-Основ'яненко
- «Остання жінка сеньйора Хуана» Л. Жуховицкий
- «Эквус» Шеффер
- «Остання стрічка Креппа» Семюеля Бекета

## Режисерські роботи на телебаченні
- Короткометражний ігровий фільм «Навколо любові»

Документальні нариси на Харківському обласному телебаченні
- 1990 — «Блиск і убогість російського театру»
- 1991 — «Вчитель — Р. О. Черкашин»
- 1993 — «Майстерня»
- 1993 — «Містика в мистецтві»

## Нагороди та визнання
- Заслужений діяч мистецтв України